# Джангар (посёлок)
Джангар (калм. Җаңһр) — посёлок (сельского типа)в Октябрьском районе Калмыкии, административный центр и единственный населённый пункт Джангарского сельского муниципального образования.
Основан как посёлок фермы №5 овцесовхоза №2, образованного в 1929 году.
Население - 450 (2021)

## История
Основан как посёлок фермы №5 овцесовхоза №2 Ики-Манланского сельского совета Малодербетовского улуса, образованного в 1929 году.
28 декабря 1943 года калмыцкое население было депортировано, посёлок, как и другие населённые пункты Малодербетовского улуса был передан Астраханской области. Возвращён в состав вновь образованной Калмыцкой АО в 1957 году.
До 1976 года посёлок являлся фермой №3 совхоза «Большой Царын» Малодербетовского района Калмыцкой АССР. В 1976 году в связи с образованием Октябрьского района, посёлок стал  фермой №2 совхоза «Иджил» Октябрьского района. В 1979 году  был образован Джангарский сельский Совет народных депутатов. В 1984 году в результате разукрупнения совхоза "Иджил" был образован совхоз "Джангар".

## Физико-географическая характеристика
Посёлок расположен в пределах Волго-Сарпинской равнины, являющейся частью Сарпинской низменности, которая в свою очередь является северо-западной частью Прикаспийской низменности), на высоте 4 метра над уровнем моря. Рельеф местности равнинный, осложнён бугорками, западинами и другими формами микро- и мезорельефа. В 2 км к востоку расположен лиман Парфилкин, к северу бугры Данхан-Худук, в 2,7 км к западу - лиман Улан-Хаг. Лиманы периодически подпитываются водами Калмыцко-Астраханской рисовой оросительной системы. Почвы бурые солонцеватые и солонцы (автоморфные)
По автомобильной дороге расстояние до столицы Калмыкии города Элиста составляет 230 км, до районного центра посёлка Большой Царын - 61 км, до границы с Астраханской областью — 13 км. К посёлку имеется подъезд от республиканской автодороги Кетченеры - Иджил - Солёное Займище (Астраханская область).
Климат
Климат умеренный резко континентальный (согласно классификации климатов Кёппена  — Bsk), с жарким и засушливым летом и относительно холодной и малоснежной зимой. Среднегодовая температура воздуха положительная и составляет + 9,1 °C. Средняя температура самого холодного месяца января - 6,9 °C, самого жаркого месяца июля + 25,0 °C. Расчётная многолетняя норма осадков — 292 мм. В течение года количество выпадающих осадков распределено относительно равномерно: наименьшее количество осадков выпадает в период с февраля по апрель (по 18 мм) и в октябре (19 мм), наибольшее — в июне (32 мм)
Часовой пояс
Джангар, как и вся Республика Калмыкия, находится в часовой зоне МСК (московское время). Смещение применяемого времени относительно UTC составляет +3:00.

## Население
| 2002 | 2010 | 2011 | 2012 | 2013 | 2014 | 2015 |
| ---- | ---- | ---- | ---- | ---- | ---- | ---- |
| 525  | ↘444 | ↗453 | ↘445 | ↘426 | ↘404 | ↘375 |
| 2016 | 2017 | 2018 | 2019 | 2020 | 2021 |      |
| ↗393 | ↘384 | ↘375 | ↗379 | ↘357 | ↗450 |      |

Национальный состав
Согласно результатам переписи 2002 года большинство населения посёлка составляли калмыки (92 %)
| Национальность | Численность (2010) | Процент |
| -------------- | ------------------ | ------- |
| Калмыки        | 413                | 95,4%   |
| Русские        | 14                 | 3,2%    |
| Не указана     | 6                  | 1,4%    |
| Всего          | 433                | 100%    |

## Социальная сфера
В посёлке функционируют Джангарская средняя  школа, сельский  дом культуры, сельская библиотека, фельдшерско-акушерский пункт, отделение связи.

## Археология и антропология
Поселение эпохи неолита (5-е тысячелетие до н. э.) Джангар в центральной части Сарпинской низменности занимает более 1000 м².
Мужской череп из могильника Джангар относится к эпохе энеолита.